# 好川喬範
好川 喬範（よしかわ たかのり、1986年（昭和61年）6月9日 - ）は、愛知県大府市出身の歌手、声優。

## 来歴
『クレヨンしんちゃん』の野原ひろし役の声優・藤原啓治に憧れて二十歳で上京。
主な仕事は方言彼女全シリーズの彼氏役ナレーター。

## ディスコグラフィー

### CD
| レーベル    | 発売日       | 曲名   |
| ----------- | ------------ | ------ |
| MUSE RECORD | 2009年6月3日 | 6年4組 |

### DVD
販売元：ハピネット
| タイトル              | 発売日        | 仕様     | 備考                    |
| --------------------- | ------------- | -------- | ----------------------- |
| 「方言彼女。」甲盤    | 2011年5月3日  | DVD1枚組 | ジャケットイラスト：KEI |
| 「方言彼女。」乙盤    | 2011年5月3日  | DVD1枚組 | ジャケットイラスト：KEI |
| 「方言彼女。2」華盤   | 2011年10月4日 | DVD1枚組 | ジャケットイラスト：2D  |
| 「方言彼女。2」雅盤盤 | 2011年10月4日 | DVD1枚組 | ジャケットイラスト：2D  |

## 出演

### ナレーション
- テレビ番組
  - 方言彼女。シリーズ（2010年10月4日 -テレビ埼玉 ）